# Just Don’t Give a Fuck
«Just Don’t Give a Fuck» — песня американского рэпера Эминема. Трек вышел как первый сингл артиста, оригинальная версия которого была на демо релизе Slim Shady EP.
Песня не поднялась высоко в чартах, заняв только 62-ю строчку в Hot R&B/Hip-Hop Singles & Tracks, но несмотря на это она всё же была включена в дебютный студийный альбом The Slim Shady LP, записанный на звукозаписывающем лейбле Доктора Дре — Aftermath Entertainment.
«Just Don’t Give a Fuck», как и множество песен Эминема, подчёркивала грубость его речи, сексуальный подтекст, упоминание насилия, наркотиков и чёткие рифмы, состоящие из ассонанса и аллитераций с комическим уклоном.
Позже эта песня была включена на бонус CD в делюкс версии альбома Curtain Call: The Hits, но не появилась на однодисковой версии этого альбома. Слово 'raped' в строке "raped the women’s swim team" зацензурено в обеих (explicit и clean) версиях песни.

## Клип
Клип чёрно-белый, однако слегка различимы зелёный и красный цвета. Действие клипа происходит летом у трейлера, состоит из несвязанных между собой частей. В начале клипа мы видим мальчика на кухне, пытающегося выпить что-то (предположительно виски), однако его бабушка или мать останавливает его и выталкивает из кухни, мальчик падает в дверной проход в другую комнату, затем мальчик возвращается уже в виде Эминема (носящего такую же одежду) и он хватает женщину за шею, начинается первый куплет. В некоторых версиях клипа показывается, как он бьёт женщину и кидает её на диван, предположительно мёртвую. Также в клипе показывают людей устроивших пикник рядом с трейлером и едящих арбузы. Машина с обложки сингла тоже есть в клипе. Иногда мелькают "клоун" и пришелец, чьё присутствие ничем не объясняется. У клипа нет какого-то определённого сюжета. Существует цветная версия клипа.

## Список композиций
1. «Just Don’t Give a Fuck» (Album Version)
2. «Just Don’t Give a Fuck» (Super Clean)
3. «Just Don’t Give a Fuck» (Acapella)
4. «Just Don’t Give a Fuck» (Instrumental)
5. «Brain Damage»

## Места в чартах

### Недельные чарты
| Чарт (1998–1999)                       | Высшая позиция |
| -------------------------------------- | -------------- |
| США (Billboard Bubbling Under Hot 100) | 14             |
| США (Billboard Hot R&B/Hip-Hop Songs)  | 62             |
| США (Billboard Hot Rap Songs)          | 5              |